# Ilybiosoma discicolle
Ilybiosoma discicolle är en skalbaggsart som först beskrevs av César Marie Félix Ancey 1882.  Ilybiosoma discicolle ingår i släktet Ilybiosoma och familjen dykare. Inga underarter finns listade i Catalogue of Life.